# Myia

Myia (en grec ancien : Μυῖα / Muîa) est une philosophe dont les écrits sont perdus et l’existence semi-légendaire.

## Biographie
Elle est traditionnellement présentée comme la fille de Pythagore et de Théanô et comme l’épouse de Milon de Crotone. A Crotone, selon l’historien Timée de Tauroménion (cité par Porphyre), elle aurait été à la tête du groupe des jeunes femmes. 

## Écrit
Il existe une lettre attribuée à Myia, mais elle est apocryphe. Adressée à une certaine Phyllis, elle donne des critères pour le choix d’une bonne nourrice. Elle est inspirée par l’exigence d’harmonie et de modération caractéristique du pythagorisme. Pour H. Thesleff, cette lettre a été écrite vers 200 avant Jésus-Christ; pour  A. Städele, elle a été écrite à la fin du IIe siècle .